# Чисте (Україна)
Чи́сте — село в Україні, у Роменському районі Сумської області. Населення становить 50 осіб. Входить до складу Андріяшівської сільської громади. До 2020 орган місцевого самоврядування — Василівська сільська рада.

## Географія
Село Чисте розташоване за 1 км від села Братське, за 3 км — село Андріяшівка.
По селу тече струмок, що пересихає.

## Історія
Не залишилося друкованих джерел, однак мешканці Чистого, та юне покоління ніколи не називали своє поселення селом. Відмінність села від хутора полягає у вищому статусі, адже на хуторі Чистому жили козацькі родини, які мали власну землю і завжди були вільними. За переказами жителів, кількість дворів в хуторі Чистому на 1930 рік сягала 1000. Не відомий час, коли статус хутора змінили на село, та саме поселення згадується у спогадах Володимира Сеника, який був учителем історії та директором декількох (у різні часи) шкіл Глинського (тепер Роменський) району Сумської області:
"Втрьох, Федір і Борис Дудченки та я, запрягли пару кращих коней в червоні круглі сани і в тріскучий мороз до -25 градусів поїхали через хутір Чистий, Василівку, добралися й до Герасимівки.".
Село постраждало внаслідок геноциду українського народу, проведеного урядом СРСР у 1923—1933 та 1946—1947 роках.

## Населення

### Мова
Розподіл населення за рідною мовою за даними :
| Мова       | Кількість | Відсоток |
| ---------- | --------- | -------- |
| українська | 70        | 92.11%   |
| румунська  | 4         | 5.26%    |
| російська  | 2         | 2.63%    |
| Усього     | 76        | 100%     |